# Кетебай Жолайулы
Кетебай Жолайулы (приблизительно жил в середине XVIII века) — казахский батыр.

## Биография
Родился и вырос в окрестностях Ыргыза и Торгая. Происходит из рода шомекей племени алимулы. В 1810 году Кетебай батыр вместе с Темиром, сыном султана Ералы, оттеснив каракалпаков, способствовал переселению казахов Младшего жуза с берегов pеки Жанадарии и Куандарии в Кызылкумы. Позднее выступал против кокандцев и хивинцев, нападавших на казахские аулы.

## Мавзолей
Похоронен в 20 км к юго-востоку от села Малшыбай Улытауского района Карагандинской области. Его мавзолей в 1982 году вошёл в список государственных исторических и культурных памятников республиканского значения.

## Память
Его именем названа улица в городе Кызылорда.